# Eutrema integrifolium
Eutrema integrifolium là một loài thực vật có hoa trong họ Cải. Loài này được (DC.) Bunge mô tả khoa học đầu tiên năm 1839.